# Патрик Добек
Патрик Добек (пол. Patryk Dobek; нар. 13 лютого 1994) — польський легкоатлет, який спеціалузіється в бігу на середні дистанції.
На початку кар'єри спеціалізувався у бігу на 400 метрів та 400 метрів з бар'єрами.

## Спортивні досягнення
Бронзовий олімпійський призер з бігу на 800 метрів (2021).
На Олімпіаді-2016 брав участь у бігу на 400 метрів з бар'єрами, проте не пройшов попередній раунд змагань.
Фіналіст (7-е місце) чемпіонату світу у бігу на 400 метрів з бар'єрами (2015).
Чемпіон Світових естафет в естафетному бігу 2×2×400 метрів (2021).
Бронзовий призер Універсіади у бігу на 400 метрів з бар'єрами та в естафеті 4×400 метрів (2019).
Чемпіон Європи в приміщенні з бігу на 800 метрів (2021).
Фіналіст (5-е місце) чемпіонату Європи у бігу на 400 метрів з бар'єрами (2018).
Переможець та призер командних чемпіонатів Європи.
Срібний призер чемпіонату світу серед юніорів в естафетному бігу 4×400 метрів (2012).
Бронзовий призер чемпіонату світу серед юнаків у бігу на 400 метрів (2011).
Чемпіон Європи серед молоді у бігу на 400 метрів з бар'єрами та срібний призер чемпіонату Європи серед молоді в естафетному бігу 4×400 метрів (2015).
Срібний призер чемпіонату Європи серед юніорів у бігу на 400 метрів та в естафетному бігу 4×400 метрів (2013).
Багаторазовий чемпіон Польщі просто неба та в приміщенні у бігу на 400 метрів з бар'єрами та 800 метрів.